# こみっくトレジャー
こみっくトレジャー（英語：ComicTreasure）は、青ブーブー通信社主催のオールジャンル同人誌即売会である。運営元は有限会社ケイ・コーポレーション。毎年1月（冬）と9月（夏）の年2回、コミックマーケット後にインテックス大阪にて開催される。略称はトレジャー、こみトレなど。

## 概要
男性向けのオールジャンル同人誌即売会として、2003年にスタートした。以降、毎年夏と冬の年2回、インテックス大阪にて定期的に開催されている。開催当初は500スペースほどであったが、コミックマーケット後の補完イベントとして定着し、徐々に規模を拡大してきた。2013年のComic Communication終了後は、同種の即売会としては、西日本随一の規模である。2014年6月から、特定ジャンルに限定したイベントとして「ORIGIN」や「我、夜戦に突入す!」などを併催している。

## 特徴
日本最大級の同人誌即売会であるコミックマーケットや、こみっくトレジャーと運営元（法人）を同じくするCOMIC CITYなどにはない、独自の企画やイベントがある。
- 企業出展エリア
- メイド隊無料ドリンクコーナー
- コスプレ参加（有料）と撮影エリアの設置
  - 2014年7月にコスプレ参加規定が大幅に改定された。
  - 2018年1月開催回までは、開催日当日のコスプレ参加登録制であったが、2018年9月開催回では更衣室利用券（一般参加者向けはクローク券込み）の事前購入制となり、「当日の更衣室利用券の販売はございません」とのアナウンスが公式サイトでなされている。
- MOWAVE
  - 館内向けにライブで生放送を行なっている。パーソナリティはやましたとも、川妻美穂。
  - 13時前後に、コミックマーケット準備会共同代表の市川孝一がゲストとして登場する。
  - 陸上自衛隊（自衛隊大阪地方協力本部）の自衛官募集で1コーナー設けられる。
- 開会宣言は、『キユーピー3分クッキング』のテーマ曲「おもちゃの兵隊のマーチ」をBGMに、117の時報でカウントダウンする。
- 一般向けとして、場内大判の落書きコーナーや撤収参加できる南港撤収隊（毎回会場受付）などがある。

## 青ブーブー通信社事務局代表
- 武田圭史 - 2003年〜2014年

## 歴史

### 年表
| 開催回 | 開催日        | 開催名                        | 会場                      | 来場者数 |
| ------ | ------------- | ----------------------------- | ------------------------- | -------- |
| 1      | 2003年1月26日 | こみっく★トレジャー episode I | インテックス大阪 4・5号館 | 7659     |
| 2      | 2003年8月31日 | こみっく★トレジャー2          | インテックス大阪 6号館B   | 7521     |
| 3      | 2004年1月12日 | こみっく★トレジャー3          | インテックス大阪 6号館B   | 6877     |
| 4      | 2004年8月29日 | こみっく★トレジャー4          | インテックス大阪 6号館B   | 6281     |
| 5      | 2005年1月30日 | こみっく★トレジャー5          | インテックス大阪 5号館    | 7372     |
| 6      | 2005年8月28日 | こみっく★トレジャー6          | インテックス大阪 5号館    | 6900     |
| 7      | 2006年1月9日  | こみっく★トレジャー7          | インテックス大阪 5号館    | 6900     |
| 8      | 2006年8月27日 | こみっく★トレジャー8          | インテックス大阪 5号館    | 7100     |
| 9      | 2007年1月21日 | こみっく★トレジャー9          | インテックス大阪 5号館    | 8500     |
| 10     | 2007年8月26日 | こみっく★トレジャー10         | インテックス大阪 5号館    | 9041     |
| 11     | 2008年1月20日 | こみっく★トレジャー11         | インテックス大阪 2号館    | 9932     |
| 12     | 2008年9月7日  | こみっく★トレジャー12         | インテックス大阪 6号館A   | 10154    |
| 13     | 2009年1月18日 | こみっく★トレジャー13         | インテックス大阪 6号館A   | 11041    |
| 14     | 2009年9月6日  | こみっく★トレジャー14         | インテックス大阪 4・5号館 | 11872    |
| 15     | 2010年1月17日 | こみっく★トレジャー15         | インテックス大阪 4・5号館 | 12260    |
| 16     | 2010年9月5日  | こみっく★トレジャー16         | インテックス大阪 4・5号館 | 12155    |
| 17     | 2011年1月23日 | こみっく★トレジャー17         | インテックス大阪 4・5号館 | 12120    |
| 18     | 2011年9月4日  | こみっく★トレジャー18         | インテックス大阪 4・5号館 | 12064    |
| 19     | 2012年1月15日 | こみっく★トレジャー19         | インテックス大阪 4・5号館 | 12641    |
| 20     | 2012年9月2日  | こみっく★トレジャー20         | インテックス大阪 4・5号館 | 13040    |
| 21     | 2013年1月13日 | こみっく★トレジャー21         | インテックス大阪 4・5号館 | 13295    |
| 22     | 2013年9月1日  | こみっく★トレジャー22         | インテックス大阪 4・5号館 | 12566    |
| 23     | 2014年1月19日 | こみっく★トレジャー23         | インテックス大阪 4・5号館 | 11747    |
| 24     | 2014年9月7日  | こみっく★トレジャー24         | インテックス大阪 4・5号館 | -        |
| 25     | 2015年1月18日 | こみっく★トレジャー25         | インテックス大阪 4・5号館 | -        |
| 26     | 2015年9月6日  | こみっく★トレジャー26         | インテックス大阪 4・5号館 | -        |
| 27     | 2016年1月31日 | こみっく★トレジャー27         | インテックス大阪 4・5号館 | -        |
| 28     | 2016年9月18日 | こみっく★トレジャー28         | インテックス大阪 1・2号館 | -        |
| 29     | 2017年1月15日 | こみっく★トレジャー29         | インテックス大阪 4・5号館 | -        |
| 30     | 2017年9月3日  | こみっく★トレジャー30         | インテックス大阪 4・5号館 | -        |
| 31     | 2018年1月21日 | こみっく★トレジャー31         | インテックス大阪 4・5号館 | -        |
| 32     | 2018年9月2日  | こみっく★トレジャー32         | インテックス大阪 4・5号館 | -        |
| 33     | 2019年1月20日 | こみっく★トレジャー33         | インテックス大阪 4・5号館 | -        |
| 34     | 2019年9月8日  | こみっく★トレジャー34         | インテックス大阪 4・5号館 | -        |
| 35     | 2020年1月19日 | こみっく★トレジャー35         | インテックス大阪 4・5号館 | -        |
| 36     | 2020年9月6日  | 超こみっく★トレジャー2020     | インテックス大阪 6号館B   | -        |
| 37     | 2021年1月17日 | こみっく★トレジャー37         | インテックス大阪4・5号館  | -        |
| 38     | 2021年9月12日 | こみっく★トレジャー38         | インテックス大阪6号館C    | -        |
| 39     | 2022年1月16日 | こみっく★トレジャー39         | インテックス大阪4・5号館  | -        |
| 40     | 2022年9月11日 | こみっく★トレジャー40         | インテックス大阪4号館     | -        |
| 41     | 2023年1月15日 | こみっく★トレジャー41         | インテックス大阪4号館     | -        |
| 42     | 2023年9月10日 | こみっく★トレジャー42         | インテックス大阪4・5号館  | -        |
| 43     | 2024年1月14日 | こみっく★トレジャー43         | インテックス大阪4・5号館  | -        |

## 不祥事
2017年1月15日に開催されたこみっく★トレジャー29で、サークルPASSの不正な転売や入手といった禁止行為への調査方法に不備があったこと、その告知において公式発信とは別に社員が個別のSNS上で不適切な発言をしたことにより、6・7・9月開催予定のオンリーイベントの開催が中止・延期された。

## 関連イベント
ORIGIN
青ブーブー通信社がこみっくトレジャーから派生させた創作オンリーの同人誌即売会。基本的にそうさく畑や青ブーブー通信社の他プチイベントとの併催で、インテックス大阪で年数回開催される。2013年に「こみっくトレジャー the ORIGIN」としてスタートし、2015年よりこみっくトレジャーの冠を外し「ORIGIN」となった。